# Teijsmanniodendron coriaceum
Teijsmanniodendron coriaceum là một loài thực vật có hoa trong họ Hoa môi. Loài này được (C.B.Clarke) Kosterm. miêu tả khoa học đầu tiên năm 1951.